# Mozhan Navabi
Mozhan Navabi, née le 3 mai 1980 à Los Angeles, est une actrice américaine, d'origine iranienne. Elle est également connue sous le nom de Mozhan Marnò avant de revenir à son nom de naissance en 2023.
Elle est principalement connue pour les rôles d'Ayla Sayyad dans la série House of Cards et de l'agent Samar Navabi dans la série Blacklist.

## Biographie
Elle est née à Los Angeles, ses parents, venant d'Iran, se sont rencontrés en Californie. Elle étudie au collège Phillips Academy à Andover au Massachusetts. Elle obtient une licence en littérature comparée française et allemande au Barnard College, affilié à l'université Columbia. Elle étudie l'art dramatique à Yale. Elle débute au théâtre à New York. Elle vit ensuite en France, en Allemagne, en Suède et en Argentine. En plus de l'anglais, elle parle français, allemand, Persan, espagnol et un peu d'italien. Elle réside actuellement à Brooklyn, New York.

## Filmographie

### Cinéma
Long-métrage
- 2007 : La Guerre selon Charlie Wilson (Charlie Wilson's War) de Mike Nichols : la traductrice du camp de réfugiés #2
- 2008 : August d'Austin Chick : Ashley
- 2008 : Trahison (Traitor) de Jeffrey Nachmanoff : Leyla
- 2008 : La Lapidation de Soraya M. (The Stoning of Soraya M.) de Cyrus Nowrasteh : Soraya M.
- 2014 : A Girl Walks Home Alone at Night de Ana Lily Amirpour : Atti

Court-métrage
- 2009 : StereoLife de Benjamin Epps : Gwendolyn Leeds
- 2010 : Apples de Gary Perez : Lucky (voix)

### Télévision
- 2005 : Bones : Azita Jabbari, 1 épisode (Saison 5, Épisode 5)
- 2006 : The Unit : Commando d'élite (The Unit) : la chef du protocole, 1 épisode
- 2006 : Standoff : Agnacia, 1 épisode
- 2007 : Shark : Maria Lutrova, 1 épisode
- 2007 : K-Ville : Jodi Mazetta, 1 épisode
- 2009 : Médium : Rachel, 1 épisode
- 2009 : Bones : Azita Jabbari, 1 épisode
- 2009-2011 : Mentalist : Nicki Weymouth, 2 épisodes
- 2010 : Hung : Samara, 1 épisode
- 2010 : The Glades : Renee LeFleur, 1 épisode
- 2010 : Gimme Shelter : Abby
- 2011 : The Paul Reiser Show : Zeba, 2 épisodes
- 2012 : Ringer : Marguerite, 1 épisode
- 2012 : US Marshals : Protection de témoins (In Plain Sight) : Charlotte, 1 épisode
- 2014-2015 : House of Cards : Ayla Sayyad, 11 épisodes
- 2014 : Madam Secretary : Roxanne Majidi, 1 épisode
- 2014-2019 : Blacklist : Samar Navabi
- 2022 : Pam and Tommy : Gail Chwatsky

### Jeux vidéo
- 2011 : The Elder Scrolls V: Skyrim : Mirabelle Ervine ; Namira

## Voix francophones
En France
| - Ethel Houbiers dans : - Trahison - US Marshals : Protection de témoins (série télévisée) - House of Cards (série télévisée) - Madam Secretary (série télévisée) - Pam and Tommy (mini-série) - Anatomie d'un divorce (mini-série) - Zero Day (mini-série) | Et aussi - Maïté Monceau dans Mentalist (série télévisée) - Anne Dolan dans Blacklist, (série télévisée) - Juliette Degenne dans Maid (mini-série) |

Au Québec